# Харлан Кобен
Харлан Кобен (рођен 4. јануара 1962) је амерички писац мистериозних романа и трилера. Радња његових романа је често разрешавање нерешених или лоше протумачених догађаја из прошлости (убиства, фаталне несреће, итд.) и има вишеструке обрте у његовим делима. Међу његовим романима су два серијала, сваки укључује истог протагонисту. Радња оба серијала се одвија у Њујорку и Њу Џерсију неки ликови се јављају у оба серијала.

## Младост
Кобен је рођен у јеврејској породици и одрастао у Ливингстону, где је дипломирао "Livingston High School" са његовим пријатељем из детињства и будућим политичарем Chris Christie. Док је студирао политичке науке на Amherst College-у, он је био члан братства Psi Upsilon са аутором Dan Brown-ом. После колеџа, Кобен је радио у туристичкој индустрији у компанији чији је власник био његов деда. Он сада живи у Риџвуду, Њу Џерси са његовом женом педијатром Anne Armstrong Coben-ом, са њиховим четворо деце, Charlotte, Benjamin, Will и Eve.

## Каријера
Кобен је на завршној години студија одлучио да жели да пише (романе).Његова прва књига прихваћена је да се објави кад је он имао 26 година.Његов трилер " Play Dead" је објављен 1990, одмах после тога 1991 је објавио "Miracle Cure". Онда је почео да пише серијал романа о бившем кошаркашу који је постао sport agent Мајрон Болитар, који често истражује убиства у којима су умешани његови клијенти.
Кобен је освојио Edgar Award, Shamus Award и Anthony Award, први аутор који је успео да освоји сва три. Он је једини писац који више од једне деценије пише романе за "Њујорк тајмс".
Он је написао кратку причу "The Key to My Father,".
"Ником ни речи" је први самостални роман од кад је написао серијал о Мајрону Болитару 1995 године. Књигу је објавио 2001 и она је његова најпродаванија књига данас. Режисер Guillaume Canet је направио филм (на француском) 2006. године који је базирана на књизи. Његов роман Hold Tight који је објављен 15-ог априла 2008. године је његов први роман који се нашао на листи "Њујорк тајмса" као најпродаванији роман (New York Times Best Seller list).
Харланова најновија књига је "The boy from the woods"

### Серијал о Myron Bolitar-у
- The Rise and Fall of Super D (Кратке приче. . 2005. ISBN 978-0-525-94874-2. Недостаје или је празан параметар |title= (помоћ))
- Coben, Harlan (1995). Deal Breaker. ISBN 978-0-440-22044-2.
- Coben, Harlan (1996). Drop Shot. ISBN 978-0-440-22045-9.)
- Coben, Harlan (1996). Fade Away. ISBN 978-0-440-22268-2.)
- Coben, Harlan (2002). Back Spin. Orion. ISBN 978-0-7528-4916-4.)
- One False Move (. . 1998. ISBN 978-0-385-32369-7. Недостаје или је празан параметар |title= (помоћ))
- Coben, Harlan (1999). The Final Detail. Delacorte Press. ISBN 978-0-385-32371-0.)
- Darkest Fear (. . 2000. ISBN 978-0-385-33433-4. Недостаје или је празан параметар |title= (помоћ))
- Обећај ми (. . 2006. ISBN 978-0-525-94949-7. Недостаје или је празан параметар |title= (помоћ))
- Long Lost (. Coben, Harlan (2009). Long Lost. Penguin. ISBN 978-0-525-95105-6.)
- Live Wire (. . 2011. ISBN 978-0-525-95206-0. Недостаје или је празан параметар |title= (помоћ))

### Серијал о Mickey Bolitar-у
- Шелтер (. . 2011. ISBN 978-0-399-25650-9. Недостаје или је празан параметар |title= (помоћ))
- Seconds Away (. . 2012. ISBN 978-0-399-25651-6. Недостаје или је празан параметар |title= (помоћ))
- Found (. . 2014. ISBN 978-0-399-25652-3. Недостаје или је празан параметар |title= (помоћ))

### Самостални романи
- Play Dead (. . 1990. ISBN 978-0-945167-28-0. Недостаје или је празан параметар |title= (помоћ))
- Miracle Cure (. . 1991. ISBN 978-0-945167-39-6. Недостаје или је празан параметар |title= (помоћ))
- Не реци ником (. . 2001. ISBN 978-0-440-23670-2. Недостаје или је празан параметар |title= (помоћ))
- Нестао заувек (. Coben, Harlan (2002). Gone for Good. Bantam Dell. ISBN 978-0-440-23673-3.)
- Само једна прилика (. Coben, Harlan (2003). No Second Chance. Dutton. ISBN 978-0-525-94729-5.)
- Један једини поглед (. Coben, Harlan (2004). Just One Look. Dutton. ISBN 978-0-525-94791-2.)
- Невин (. . 2005. ISBN 978-0-525-94874-2. Недостаје или је празан параметар |title= (помоћ))
- Coben, Harlan (2007). The Woods. Penguin. ISBN 978-0-525-95012-7.
- Coben, Harlan (2008). Hold Tight. Dutton. ISBN 978-0-525-95060-8.
- Coben, Harlan (2010). Caught. Dutton. ISBN 978-0-525-95158-2.
- Coben, Harlan (2012). Stay Close. Dutton. ISBN 978-0-525-95227-5.
- Coben, Harlan (2013). Six Years. Dutton. ISBN 978-0-525-95348-7.
- Недостајеш ми (. . 2014. ISBN 978-0-525-95349-4. Недостаје или је празан параметар |title= (помоћ))
- Незнанац (. . 2015. ISBN 978-0-525-95350-0. Недостаје или је празан параметар |title= (помоћ))
- Ако ме једном превариш (. . 2016. ISBN 978-0-525-95509-2. Недостаје или је празан параметар |title= (помоћ))

## Награде
Кобен је 1996 добио награду "Anthony Award" у категорији "Best Paperback Original", за роман "Deal Breaker" који је био први роман у серијалу о Мајрону Болитару, такође је био номинован за "Edgar Award" у истој категорији
. Роман "Fade Away" је 1997. добио награде "Shamus Award" и "Edgar Award" у категорији Best Paperback Original, био је номинован за "Anthony Award" и "Barry Award" у истој категорији и за "Dilys Award".
. Следећи роман у серијалу о Мајрону Болитару под називом "Back Spin" освојио је 1998. "Barry Award" и био је номинован за "Dilys Award" и "Shamus Award".
У 2002. години роман "Ником ни речи" је номинован за "Anthony Award" ,"The Macavity Award", "The Edgar Award" и "Barry Award".
У 2010. години роман "Live Wire" је освојио најуноснију награду за крими роман "RBA" у вредности од €125,000.